# Bahrenfelder SV
Der Bahrenfelder SV ist ein Sportverein aus dem Hamburger Stadtteil Bahrenfeld. Die erste Fußballmannschaft wurde im Jahre 1930 deutscher Vizemeister der ATSB-Meisterschaft.

## Geschichte
Der Verein wurde am 17. Februar 1919 von Arbeitern aus den Wohnblocks am Bahrenfelder Kirchenweg bzw. dem Woyrschweg gegründet. Die Fußballer nahmen am Spielbetrieb des Arbeiter-Turn- und Sportbundes teil und spielten zumeist an der Kreuzkirche, der sportlichen Heimat des FC Teutonia 05 Ottensen. Im Jahre 1924 wurden die Bahrenfelder erstmals Meister des ATSB-Kreises Norddeutschland und durften an den Spielen zur deutschen ATSB-Meisterschaft teilnehmen. Nach einem 1:0-Sieg bei Bremerhaven 93 unterlag die Mannschaft im Endspiel um die nordwestdeutsche Meisterschaft der FT Gerresheim aus Düsseldorf mit 2:3.
Im Jahre 1930 wurde der BSV erneut Meister des ATSB-Kreises Norddeutschland. In den anschließenden
Spielen um die nordwestdeutsche Meisterschaft setzte sich der BSV mit 4:3 bei der FT Ricklingen sowie mit 3:2 beim SC Obersprockhövel durch und erreichte dadurch die Endrunde um die deutsche Meisterschaft. Durch einen 7:1-Sieg über den TV Steinach zogen die Bahrenfelder ins Endspiel ein und wurden dort als Favorit gehandelt. Das Endspiel wurde jedoch beim TSV Nürnberg-Ost mit 1:6 verloren. In den folgenden Jahren zerfiel die Mannschaft und mit der Machtübernahme der Nationalsozialisten 1933 wurde der BSV verboten. Nach dem Ende des Zweiten Weltkrieges wurde der Verein neu gegründet.
Die Fußballer kamen nicht mehr über untere Spielklassen hinaus. Ihr Sportplatz an der Wichmannstraße musste 1982 wegen des Ausbaus des Elbtunnels aufgegeben werden. Heute spielen die Bahrenfelder an der Baurstraße. Die Boxabteilung brachte mit Lukas Schulz einen Profikämpfer hervor. Im Frauenboxen gehörte der Verein zu den Pionieren in Hamburg und stellte mi Tina Kühn 1995 die erste Hamburger Meisterin. Die 1957 gegründete Tischtennis-Abteilung, die noch in den 1990er Jahren mit Damen und Herren in der Hamburg-Liga spielte, tritt zurzeit (Spielzeit 2021/22) mit einer Herren-Mannschaft in der 1. Kreisliga an. Darüber hinaus bietet der Verein noch, Ju-Jutsu, Karate, Radsport und Rückengymnastik an.